# Louis Leplée
Louis Leplée (Bayona, 1883-París, 1936) fue un empresario del espectáculo, propietario del cabaret Le Gerny's, en Pierre Charron 54, próximo a los Campos Elíseos. Amigo de Arletty, fue el descubridor de Édith Piaf, a quien contrató tras haberla escuchado cantar en la calle. Bautizó a la cantante como "la Môme Piaf", basándose en su fragilidad física. Era sobrino del cantante Polin.
El 6 de abril de 1936 fue asesinado en su domicilio parisino, en la Avenue de la Grande-Armée, de un tiro en la cabeza. Édith Piaf fue interrogada, sin ser condenada. Se pensó en un ajuste de cuentas.